# Dita Parlo
Dita Parlo (ur. jako Gerda Olga Justine Kornstädt 4 września 1908 w Szczecinie, zm. 13 grudnia 1971 w Paryżu) – niemiecka aktorka filmowa.
Jako aktorka pierwszy raz pojawiła się w filmie Heimkehr z 1928 roku i szybko zyskała dużą popularność w Niemczech. W latach 30. swobodnie wybierała role zarówno w produkcjach niemieckich jak i francuskich, z których największymi sukcesami były L'Atalante (1934) i La Grande Illusion Jeana Renoira (1937). Jej próby zdobycia popularności w Stanach Zjednoczonych były jednak nieudane. Gdy wybuchła II wojna światowa, Dita Parlo została deportowana do Niemiec.

## Filmografia
- 1928 Geheimnisse des Orients (Tajemnice orientu)
- 1928 Heimkehr (W drodze do domu)
- 1928 Die Dame mit der Maske (Dama w masce)
- 1928 Ungarische Rhapsodie (Węgierska rapsodia)
- 1929 Manolesu - Der König der Hochstapler (Król oszustów)
- 1929 Melodie des Herzens (Melodia serca)
- 1930 Kismet
- 1930 Au bonheur des dames (Damy z raju)
- 1931 Die heilige Flamme (Święty płomień)
- 1931 Menschen hinter Gittern (Ludzie za kratami)
- 1931 Tropennächte (Tropikalne noce)
- 1931 Honor of the Family (Honor rodziny)
- 1931 Tänzerinnen für Süd-Amerika gesucht (Ameryka Południowa poszukuje tancerek)
- 1931 Wir schalten um auf Hollywood
- 1933 Rapt (Gwałt)
- 1933 Mr. Broadway
- 1934 L'Atalante
- 1936 Mademoiselle Docteur (Pani Doktor)
- 1937 La grande Illusion
- 1937 Under Secret Orders (Pod tajną komendą)
- 1938 L'affaire du courrier de Lyon
- 1938 Ultimatum
- 1938 La rue sans joie
- 1938 Paix sur le Rhin (Pokój na Renie)
- 1938 L'inconnue de Monte Carlo (Monte Carlo jakiego nie znacie)
- 1940 L'or du Cristobal
- 1950 Justice est faite (Sprawiedliwości Zadość)
- 1965 La dame de pique (Dama Pikowa)